# Ronnie Jones
Ronald Hugo Jones (Springfield, 14 settembre 1937) è un cantante e compositore statunitense.

## Biografia
Ronnie Jones è uno dei cantanti più originali e versatili della scena europea. Scoperto dal talent scout e padre del British Blues Alexis Korner negli anni '60, proprio grazie a questa sua versatilità, giunge al successo in Italia con la canzone “Rock Your Baby” e, successivamente come attore di teatro, nel cast dello scandaloso “per quei tempi in Italia” musical “Hair”, in cui canta e recita con Renato Zero, Teo Teocoli e Loredana Berté.
Ronnie gira il mondo con l'USAF giungendo in Inghilterra dove la sua storia professionale inizia quando Alexis Korner lo presenta al giovane manager, fondatore di Radio Caroline, Ronan O’ Rahilly.
In quel periodo Alexis alternava vari cantanti nel gruppo da lui creato, i "Blues Incorporated", in cui suonavano Cyril Davis, Johnny Parker, Jack Bruce e un giovane batterista di nome Ginger Baker.
Tra questi cantanti: Rod Stewart, Long John Baldry e un giovanissimo Mick Jagger che in seguito proseguirà con i suoi Stones.
Qui Ronnie, per la prima volta nella sua vita, registra “The night time is the right time” di Ray Charles e “Drifters’ Money Honey”.
Quelli furono giorni gloriosi.
Dopo il servizio militare Ronnie torna in Inghilterra dove si unisce prima a Mick Eves e a John Mc Laughlin per formare i Nightimers, gruppo che dura solo pochi mesi, e poi a Roger Dean con cui forma i Blue jays.
La seconda band rimane unita per un periodo più lungo, sufficiente a farsi conoscere in Francia e Germania. Ma lo scioglimento arriva e con questo nuove esperienze.
È la volta dell'incontro di Ronnie con Chester Simon bassista con Tony O’ Malley nel gruppo dei Q Set. Il nome della band deriva dal club giamaicano di Paddington dai ritmi ska e reggae, chiamato Q Club, dove Q sta per "queu", coda, quella lunga che bisogna fare per entrare nel club. La band fa diversi tour in Francia e in Italia, ma la nostalgia di casa porta i suoi componenti ad andare ognuno per la propria strada dopo un ultimo tour italiano di 3 mesi.
Un'altra svolta nella vita di Ronnie è quando si presenta all’audizione per il ruolo di Hud nella Rock Opera "Hair", già citata all’inizio, e lo ottiene. Nel 1970 presta la sua voce per la realizzazione dello spettacolo teatrale Orfeo 9 di Tito Schipa jr., trasformato due anni dopo in un film televisivo.
L'impegno ha la durata di 10 mesi, trascorsi i quali, in assenza di proposte lavorative nel ruolo di cantante e attore, Ronnie inizia a lavorare in un club come DJ, attività che gli è congeniale. Infatti nei primi anni 70, ai tempi di “Altogradimento”, viene scoperto dagli stessi autori Renzo Arbore e Gianni Boncompagni i quali lo inseriscono in quello che sarà il suo primo programma radiofonico “Musica in”, affiancato da un giovanissimo Claudio Lippi, Barbara Marchand e Franco Bracardi (Solforio).
In tale veste lavora per la RAI radio italiana, raggiungendo la celebrità a Radio 105, 101, RTL e 105 Classics e subito dopo in televisione su Canale 5 con la trasmissione Pop Corn, con Augusto Martelli, e con Maurizio Costanzo come DJ showman a Buona Domenica.
In questo periodo Ronnie incide 4 album con Jurgen Korduletsch (uno di questi vede la partecipazione anche di Claudja Barry). I loro titoli sono: “Looking for action”, “Me and myself”, “Fox on the run” e “Games” che comprende “Video Games”, sigla del programma televisivo Pop Corn. Gli album entrano nelle classifiche europee e un singolo, “Soulsister”, guadagna in Canada il Disco d’oro al primo posto nelle classifiche di vendita. Poi altri singoli e importanti collaborazioni con moltissimi artisti e discografici del panorama Italiano ed Internazionale.
Dopo svariati anni di successo televisivo, discografico e radiofonico nei panni di presentatore, DJ e Showman fino alla fine degli anni ’80, arriva per Ronnie il periodo in cui, visto anche il cambiamento delle programmazioni televisive e radiofoniche, di cedere la scena ai nuovi giovani presentatori e DJ. Ma anche in questa occasione riaffiora la sua “versatilità”, che lo spinge a riprendere in considerazione il fatto di essere nato artisticamente come grande cantante.
Inizia così, grazie al suo smisurato talento, ad alternare concerti in giro per tutta Italia e all’estero e la realizzazione di alcuni tra i più bei jingle e spot pubblicitari, restando sempre, anche se con meno visibilità mediatica, tra i nomi di grande traino del panorama artistico Internazionale.
Tra le svariate band e produzioni live sino ad oggi spiccano: la prima band, fondata verso fine degli anni ‘80 Blues After Dark e la seconda Seven40, con le quali ricomincia a scrivere canzoni, infatti, proprio con l’ultima band, prodotto da Al King Music, realizza l’album “The man”.
Sempre continuando a fare concerti e hit discografiche, verso la metà degli anni ’90, supportato ed incoraggiato dall’inseparabile amico e percussionista di tutte le band sopraccitate Max “Il Conte” Pellegrini, fondano insieme i “Soul Syndicate“, band che ancora oggi li vede, impegnati su tutti i palcoscenici live, intrattenendo e facendo divertire il pubblico con un repertorio Soul, Funky e R&B che ripercorre gli anni della Motown e dei Seventies di cui è la figura maggiormente rappresentativa in Italia.
Con l’avvento dei DJ productors, le canzoni incise da Ronnie, per gran parte negli anni ’70 e ’80 e che hanno fatto scatenare nelle discoteche di quei tempi, danno spunto a nuovi remix di successo suonate dai più noti DJ’s dance del momento.
Nel 2001, si ricorda un’altra hit “Wake up reggae” prodotto da Flavio Ibba, che riporta Ronnie alle sue origini interpretando magnificamente un singolo reggae.
Nel 2008 con Emilio Foglio, suo chitarrista e coautore, realizza ed esce l’album "Again" prodotto dai fratelli Nicolosi , nel quale vede la collaborazione di artisti come: Billy Cobham, Bill Evans e Steve Lukather dei Toto. Ronnie continua a tenere concerti ovunque e tra le sue collaborazioni, risalta “Gospel times”, coro Gospel creato da Joyce Yuille, che oltre a Ronnie vede al suo fianco Julia St. Louis e Dilù Miller eseguendo un repertorio di Gospel contemporaneo degno dei più conclamati cori americani
Nonostante abbia raggiunto traguardi artistici di spessore, anche Ronnie ha sempre desiderato dedicare un tributo a colui che è stato, fin dagli inizi, sua grande fonte di ispirazione. Nasce così il progetto che risalta tutte le sue caratteristiche vocali e lo vede riempire i migliori teatri Europei, con il "Ray Charles Memories" in cui "interpreta" più di venti successi del grande artista, accompagnato da una Big Band composta da quasi 20 elementi. Nell’estate 2010 è uscito il singolo “ Calypso Blues “ in collaborazione con il DJ produttore Paolo Fedreghini, cover remix di Nat King Cole, mentre per Ottobre 2010 è in uscita il nuovo album prodotto con Emilio Foglio e Soul Syndicate per “Melunera”, sua nuova casa discografica. Questo è Ronnie Jones, un grandissimo artista in tutti i settori dello Showbiz, un grande professionista sempre al servizio del suo pubblico che ancora oggi lo segue con affetto.
Nel 2023 partecipa in qualità di concorrente alla terza edizione di The Voice Senior, trasmessa da Rai1, ed entra a far parte della squadra di Loredana Bertè.

## Discografia
- 1964 Alexis Korner Blues Incorporated - Night Time Is The Right Time (Single)
- 1964 I Need Your Loving / Let's Spin A Rose On You (Single)
- 1965 It's All Over / My Love (Single)
- 1965 You're Looking Good / I'm So Clean (Single)
- 1965 Anyone Who Knows What Love Is / Nobody But You (Single)
- 1966 Satisfy My Soul / My Only Souvenir (Single)
- 1967 Little Bitty Pretty One / Put Your Tears Away (Single)
- 1967 In My Love Mind / Mama Come On Home (Single)
- 1968 Without Love (There Is Nothing) / Little Bitty Pretty One (Single)
- 1969 Rock Your Baby / The City (Single)
- 1973 Sunshine Day / Every Beat Of My Heart (Single)
- 1974 Angela (Single)
- 1978 Lookin For Action (LP)
- 1978 Me And Myself (LP)
- 1979 Fox On The Run / Southside Philly (Single)
- 1979 Fox On The Run (LP)
- 1980 Richman / My Dance Exercizes (Single)
- 1980 Games (LP)
- 1980 Let's Do It Again / Cosmo Rap (Single)
- 1981 The Two Of Us / United We Stand (Single)
- 1982 Laser Love / The Two Of Us Remix (Single)
- 1982 Under My Thumb / It's The same Old Song (Single)
- 1983 You And I (Single)
- 1984 Band Of Jocks - Good Times (Single)
- 1986 Into The Groove (Single)
- 1996 The Best Of Ronnie Jones (Cd)
- 1998 The Man (Cd)
- 2001 Wake Up Reggae (Cd single)
- 2008 Again (Cd)
- 2009 Ray Charles Memories (Cd+DVD)
- 2011 Bang! (Cd)
- 2012 Dark Angel (Single)